# Eda Vujević
Eda Vujević (Knin, 2. rujna 1961.) hrvatska književnica, novinarka i kolumnistica.

## Životopis
U Kninu je završila gimnaziju. U Splitu živi od 1980. Diplomirala je na Pravnom fakultetu u Splitu, iako nikad nije radila u struci. U dnevniku Slobodna Dalmacija kao profesionalna novinarka radi od 1990. Supruga je profesora elektrotehnike na splitskom sveučilištu Slavka Vujevića, mati glazbenika Andrije Vujevića.

## Djela
- Miris ribe (zbirka poezije), 1994.
- Dječja soba (zbirka poezije), 2001.
- Na čekanju s Filomenom Pravdić (roman) Slobodna Dalmacija, Split, 2002.
- Droga - opća opasnost Lukana Split, 1995.
- Dedal na iglama -  Naklada Bošković, 2005. suautor Damir Pilić
- U sfinginoj sjeni (roman) Zaprešić Fraktura, 2008.

## Vanjske poveznice
- Eda Vujević Djela na katalogu Knjižnice grada Zagreba